# Glasögonsnårsparv
Glasögonsnårsparv (Atlapetes leucopis) är en fågel i familjen amerikanska sparvar inom ordningen tättingar. Den förekommer sällsynt i molnskogar i Colombia och Ecuador. Beståndet anses vara livskraftigt.

## Utseende och läte
Glasögonsnårsparven är en helt unikt tecknad Atlapetes-snårsparv. Fjäderdräkten är huvudsakligen svart, med olivgrönt bröst och kastanjebrun hjässa. Den har en tydlig vit ögonring och ett kort streck bakom ögat som formar ett mönster likt glasögon. Sången består av en serie behagliga visslingar och tjirpande ljud. När den är exalterad vävs snabba drillar in och sången är snabbare.

## Utbredning och systematik
Fågeln förekommer lokalt i Anderna i södra Colombia och östra Ecuador. Den behandlas som monotypisk, det vill säga att den inte delas in i några underarter.

### Familjetillhörighet
Tidigare fördes de amerikanska sparvarna till familjen fältsparvar (Emberizidae) som omfattar liknande arter i Eurasien och Afrika. Flera genetiska studier visar dock att de utgör en distinkt grupp som sannolikt står närmare skogssångare (Parulidae), trupialer (Icteridae) och flera artfattiga familjer endemiska för Karibien.

## Levnadssätt
Glasögonsnårsparven förekommer sällsynt i molnskogar. Den påträffas vanligen enstaka eller i par. Fågeln håller sig lågt i tät vegetation och avslöjar därför ofta sin närvaro först genom sången.

## Status
Arten har ett begränsat utbredningsområde, men beståndet anses vara stabilt. IUCN kategoriserar arten som livskraftig.